# Moritz Litten
Moritz Litten (Berlino, 10 agosto 1845 – 31 maggio 1907) è stato un medico tedesco.
Studiò medicina presso l'Università di Heidelberg, Marburg e Berlino e nel 1868 conseguì il dottorato in medicina. Dal 1872 al 1876 ha lavorato presso l'Ospedale Allerheiligen a Breslavia e durante questo periodo è stato anche assistente di Julius Friedrich Cohnheim (1839-1884). Dal 1876 al 1882 ha lavorato nella clinica di Friedrich Theodor von Frerichs a Berlino e nel 1884 divenne professore titolare.
Litten è ricordato per essere stato il primo medico a descrivere l'emorragia vitreale in correlazione con una emorragia subaracnoidea. Nel 1881 pubblicò le sue scoperte. Diversi anni dopo, l'oculista francese Albert Terson notò questi sintomi in un paziente e compì approfonditi studi. Oggi questa condizione è conosciuta come sindrome di Terson. Nel 1880 Litten documentò uno dei primi casi noti di una embolia paradossa in un paziente sottoposto ad anestesia.